# Louvre – Rivoli (Paris metro)
Louvre – Rivoli är en station i Paris tunnelbana på linje 1. Stationen ligger i Paris turistkvarter vid museum Louvren och anknyter till museet med inredning samt statyer. Stationen öppnade år 1900 under namnet Louvre. Dess nuvarande namn tillkom 1989 efter öppnandet av nya entrén på Louvren museum. Samtidigt fick nästa station Palais Royal sitt nya namn Palais Royal – Musée du Louvre.

## Fotogalleri

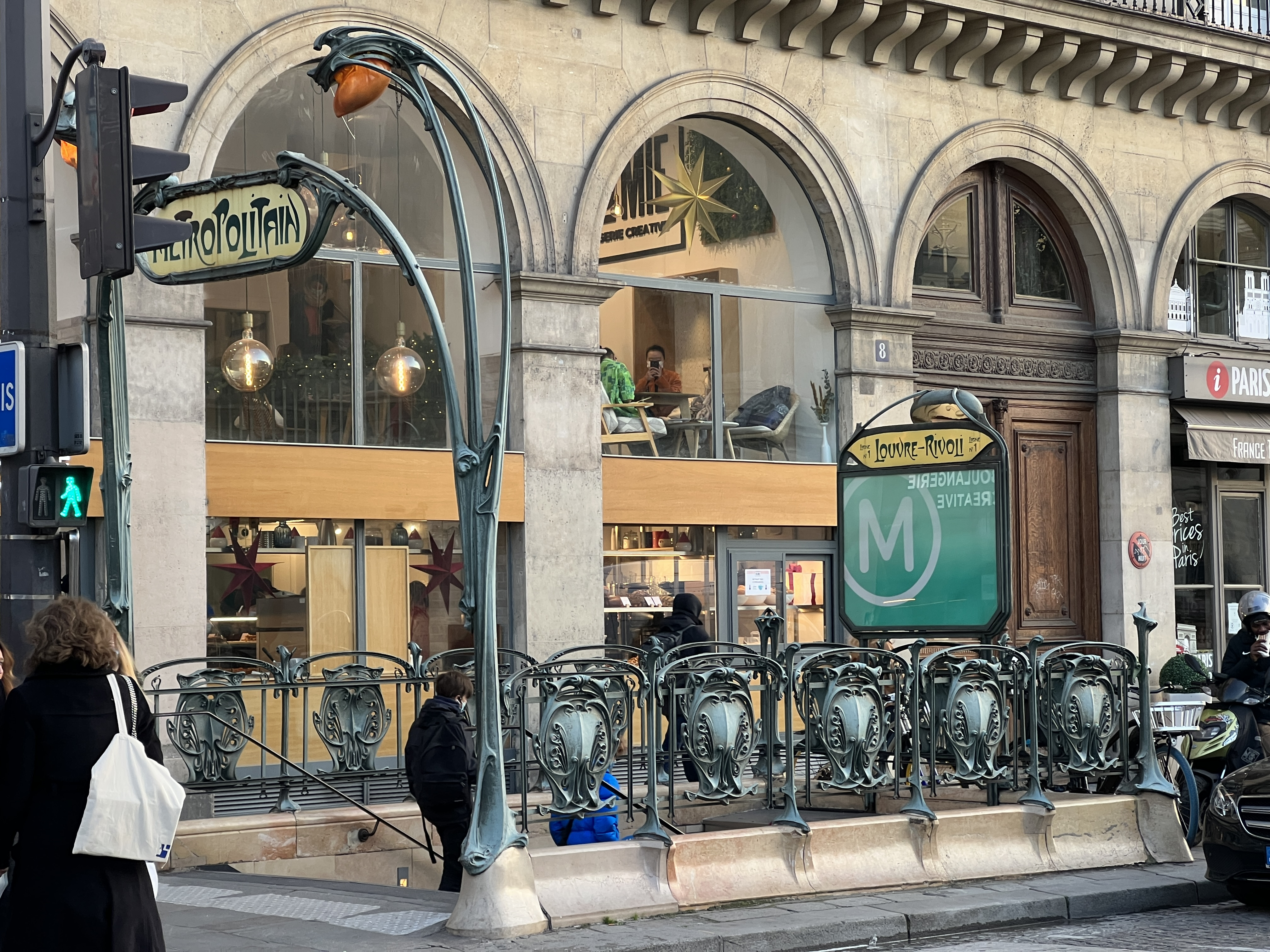
Stationsentré
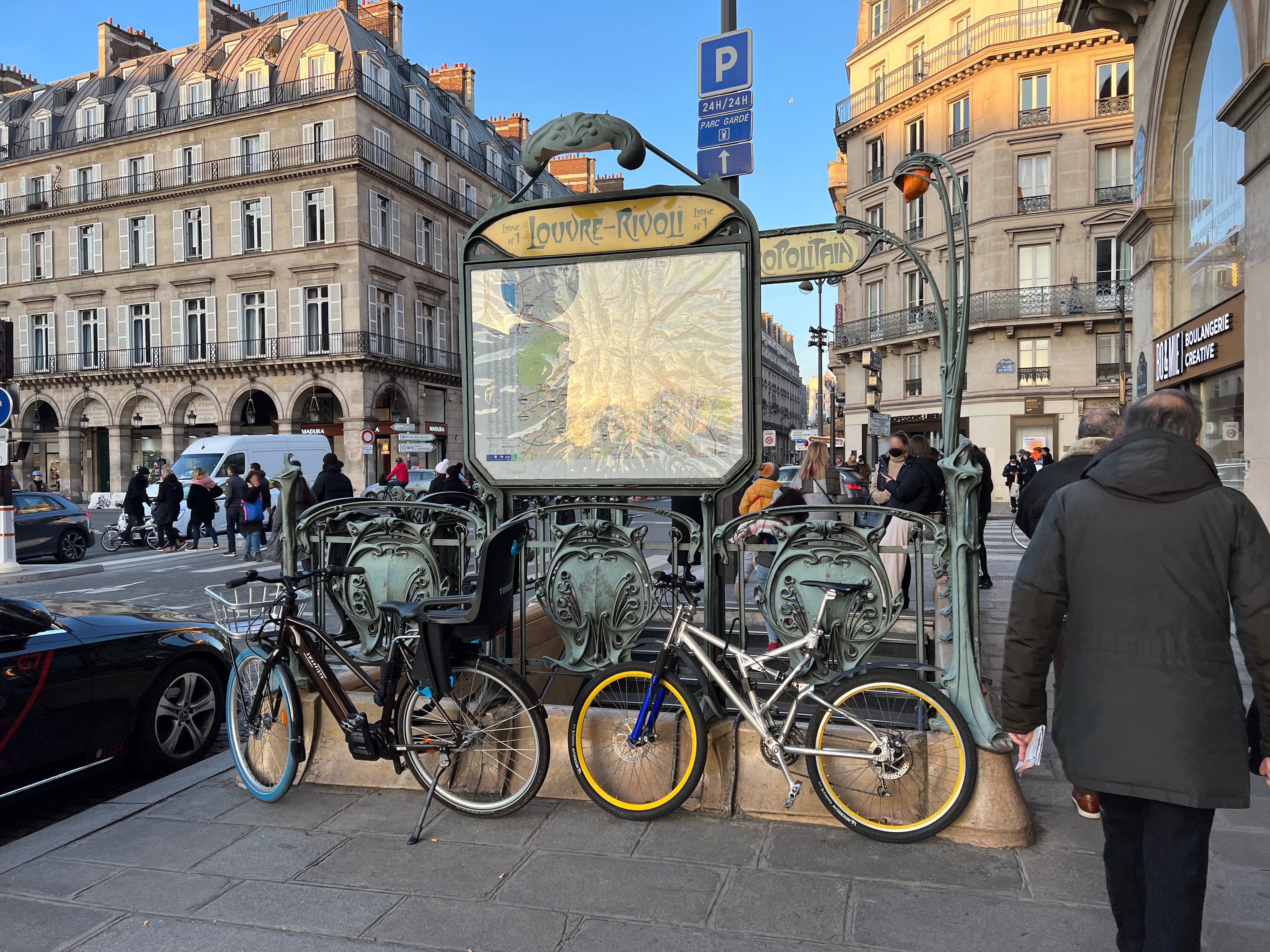
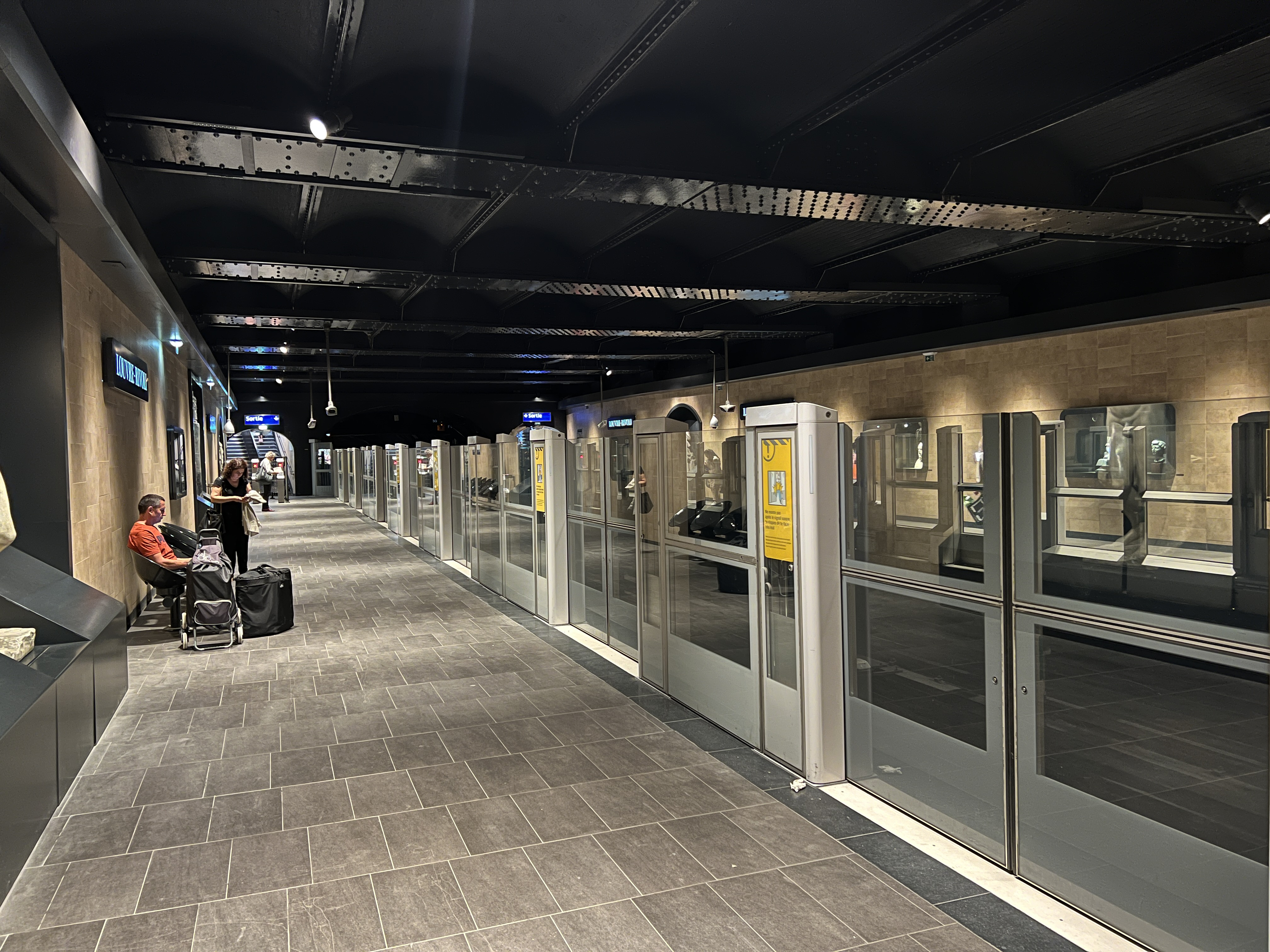
Perrong
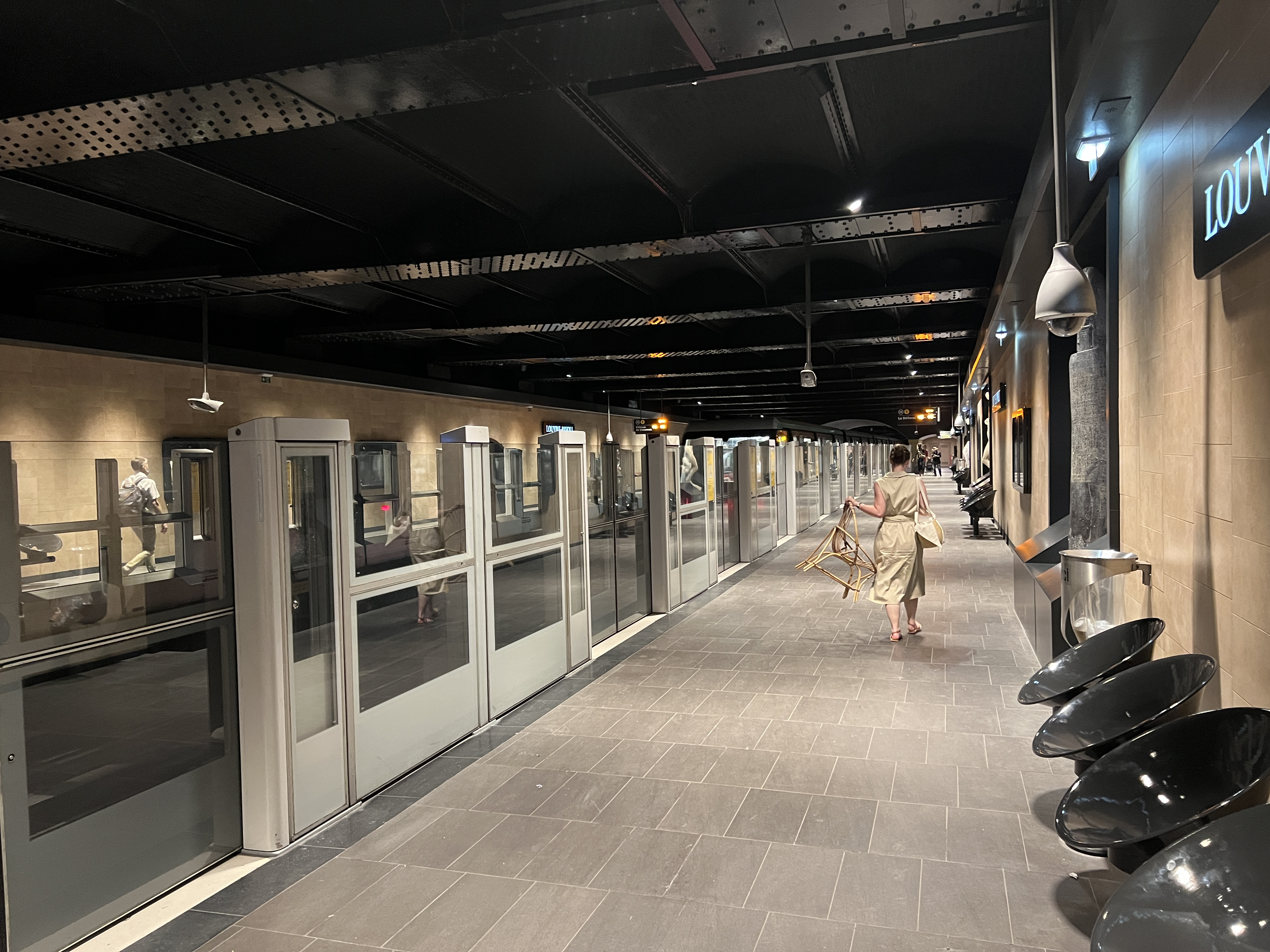
Perrong